# Berriasien
| Systeem                                                                                   | Serie     | Etage         | Ouderdom (Ma) |
| ----------------------------------------------------------------------------------------- | --------- | ------------- | ------------- |
| Paleogeen                                                                                 | Paleoceen | Danien        | jonger        |
| Krijt                                                                                     | Boven     | Maastrichtien | 66,0–72,1     |
| Krijt                                                                                     | Boven     | Campanien     | 72,1–83,6     |
| Krijt                                                                                     | Boven     | Santonien     | 83,6–86,3     |
| Krijt                                                                                     | Boven     | Coniacien     | 86,3–89,8     |
| Krijt                                                                                     | Boven     | Turonien      | 89,8–93,9     |
| Krijt                                                                                     | Boven     | Cenomanien    | 93,9–100,5    |
| Krijt                                                                                     | Onder     | Albien        | 100,5–113,0   |
| Krijt                                                                                     | Onder     | Aptien        | 113,0–125,0   |
| Krijt                                                                                     | Onder     | Barremien     | 125,0–129,4   |
| Krijt                                                                                     | Onder     | Hauterivien   | 129,4–132,9   |
| Krijt                                                                                     | Onder     | Valanginien   | 132,9–139,8   |
| Krijt                                                                                     | Onder     | Berriasien    | 139,8–145,0   |
| Jura                                                                                      | Malm      | Tithonien     | ouder         |
| Indeling van het Krijt volgens de ICS. Cursieve ouderdommen hebben een grote onzekerheid. |           |               |               |

Het geologisch tijdvak Berriasien (Vlaanderen: Berriasiaan) of Berrias is de onderste etage (of tijdsnede) in het Vroeg-Krijt. Het Berriasien heeft een ouderdom van ongeveer 145,0 tot ongeveer 139,8 Ma. Het komt na het Tithonien, de bovenste etage van het Jura; op het Berriasien volgt het Valanginien.

## Naamgeving en definitie
Het Berriasien is genoemd naar de Franse plaats Berrias in de Ardèche.

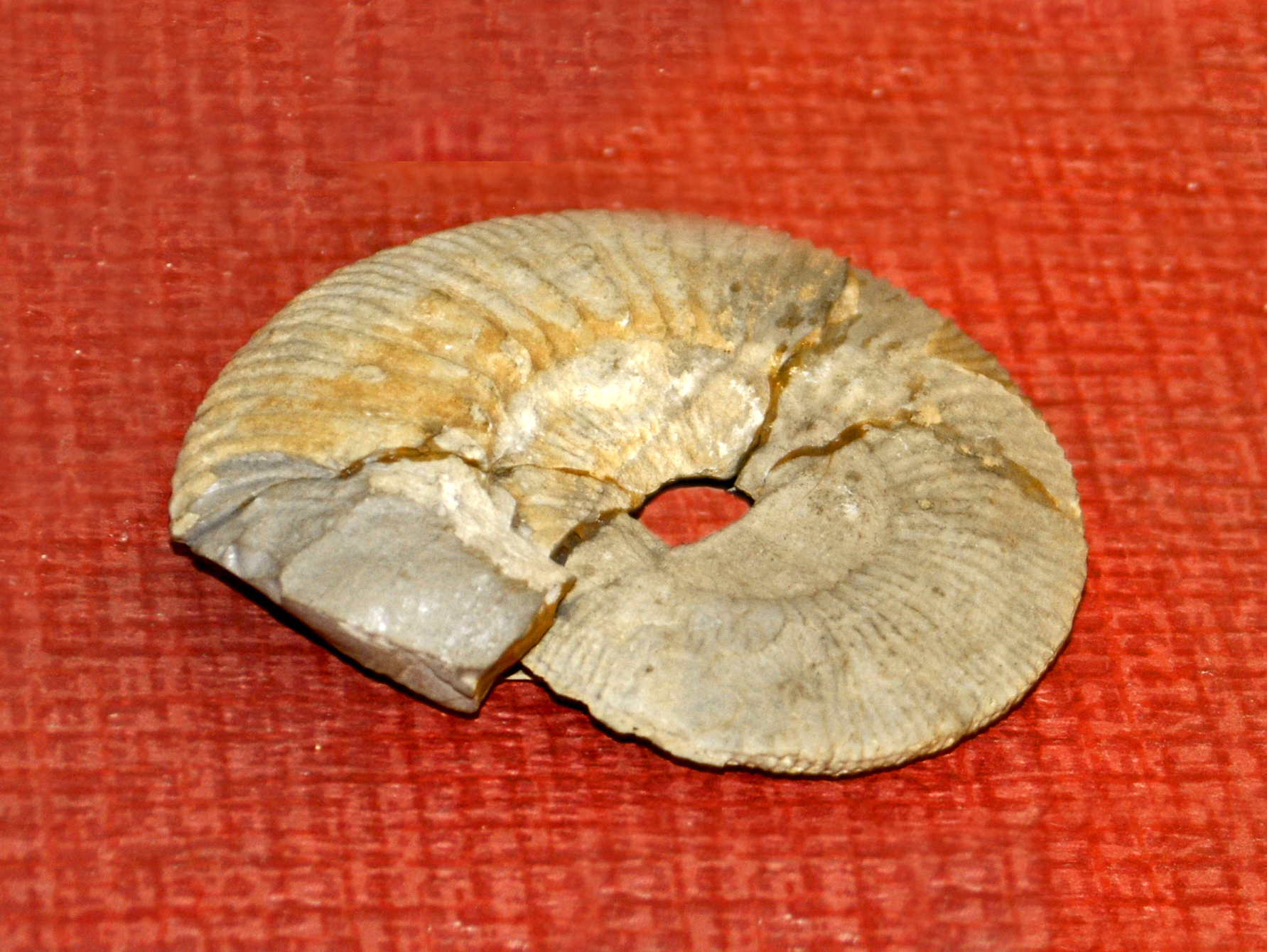
Berriasella jabronensis

De basis van het Berriasien wordt gedefinieerd door het eerste voorkomen van de ammoniet Berriasella jacobi. De top wordt gedefinieerd door het eerste voorkomen van de calpionellide Calpionellites darderi en (vlak boven de overgang Berriasien-Valanginien) de ammoniet Thurmanniceras pertransiens.